# Wilhelm Zuckerkandl
Wilhelm Zukerkandel, właśc. Zuckerkandl (ur. 1851 w Złoczowie, zm. w 1924, tamże) – syn Oscara (Ozjasza) Zukerkandla, galicyjski księgarz, wydawca i bibliofil zasłużony dla kultury polskiej.
Prawdopodobnie ukończył gimnazjum w Brodach. Przez 20 lat pracował i współkierował firmą wydawniczą ojca w Złoczowie. 
W 1904 założył własną księgarnię we Lwowie. Kontynuował działalność wydawniczą ojca, publikując serię „Biblioteczka dla Dzieci i Młodzieży ku Rozrywce i Nauce” (ok. 50 pozycji), a zwłaszcza – serię przyczyniającą się do rozwoju polskiej kultury piśmienniczej w Galicji: „Biblioteka Powszechna” (ok. 1100 pozycji). Te tanie, przeznaczone dla każdego czytelnika książeczki cieszyły się wielką popularnością, dzięki czemu Zukerkandl był uznawany za jednego z najbardziej popularnych wydawców w Galicji. Wydawnictwo za tę właśnie serię zostało uhonorowane srebrnym medalem na Wystawie Krajowej we Lwowie (1894). 
Istotnym wkładem wydawniczym była współpraca z lwowskim Namiestnictwem Galicji, która zaowocowała drukiem ustaw rządowych (Wydawnictwo Austriackich Ustaw Państwowych i Krajowych), które po I wojnie światowej zostały zresztą wznowione, już jako „Zukerkandla Wydawnictwo Polskich Ustaw Państwowych”.
Wilhelm Zukerkandl wydał łącznie blisko 2000 pozycji książkowych, m.in.:
- Heinrich Heine, O Polsce (oryg. niem. Über Polen), przeł. Stanisław Rossowski, Lwów, Złoczów 1913, zbiór artykułów z 1822 roku
- Antoni Czechow, Mewa : dramat w 4 aktach, przeł. Gustaw Baumfeld, Lwów; 1905, 1911, 1924
- Niedola Nibelungów, przeł. i wstępem opatrzył Ludomił German, Złoczów 1894
- Guy de Maupassant, Horla, przeł. Zygmunt Niedźwiecki, Lwów 1923
- Władysław Kryczyński, Zamek w Podhorcach, Złoczów 1894
- Emil Zola, Feta w Coqueville, przeł. Zygmunt Niedźwiecki, Złoczów 1908
- Stanisław Rossowski, Obrazki familijne, Lwów 1903.